# Televisión en Corea del Norte

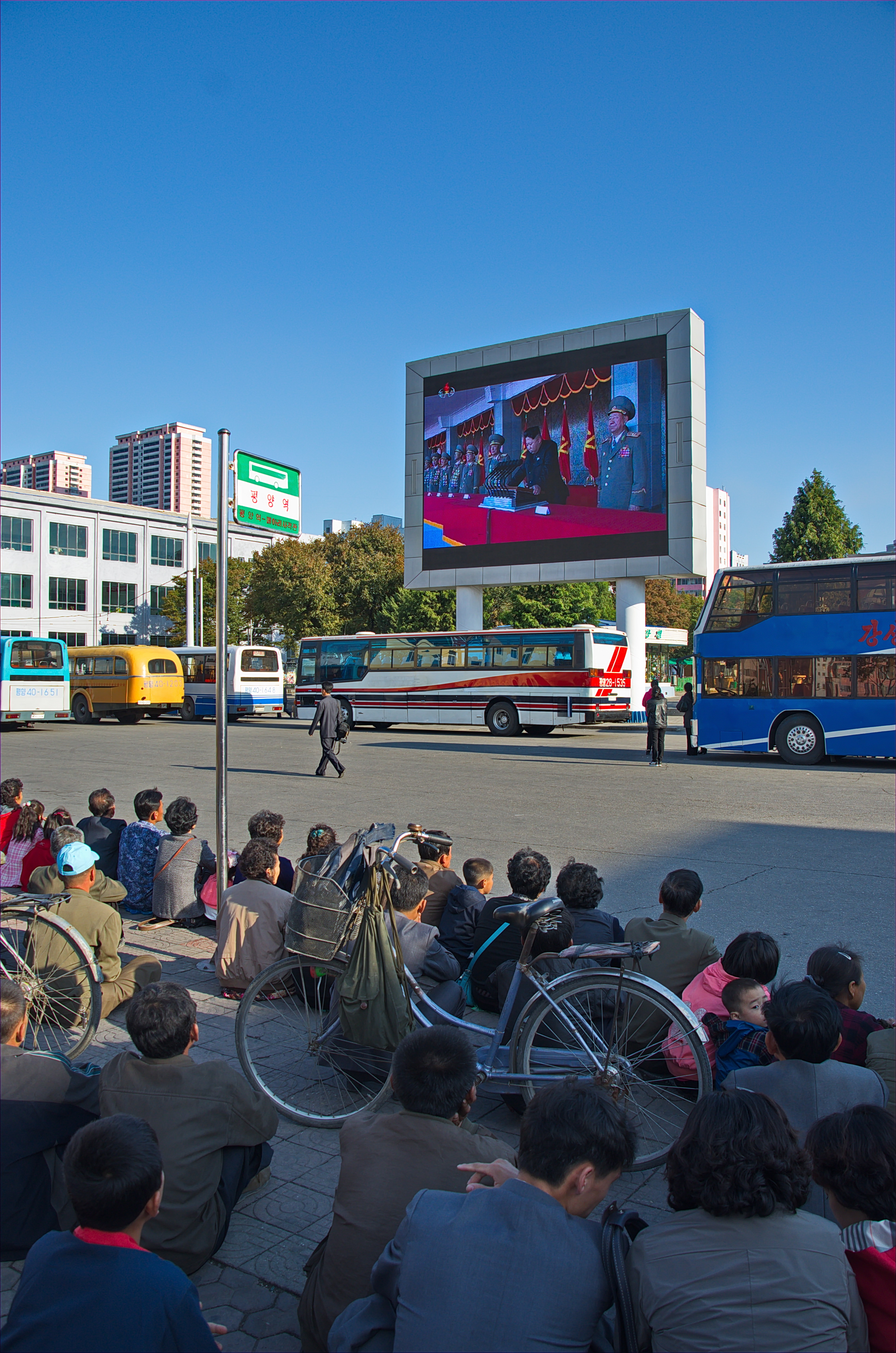
Exhibición al aire libre de Televisión Central de Corea en Pionyang

La Televisión en Corea del Norte está sujeto al Comité Central de Radiodifusión de Corea y controlado por el Departamento de Publicidad e Información del Partido de los Trabajadores de Corea. Un estudio realizado en 2017 encontró que el 98% de los hogares tenían un televisor.

## Historia
Los comienzos del desarrollo de sistemas de televisión en Corea del Norte tuvieron lugar en 1953, después de la Guerra de Corea. Sin embargo, no se avanzó al respecto debido al estado del país después del conflicto. Esto se retomó en 1961, cuando tuvo lugar la primera emisión de carácter experimental. La Televisión Central de Corea, la primera y principal televisora del país,  comenzó a emitir de forma oficial el 3 de marzo de 1963. La primera emisión en directo se produjo en 1970, con la retransmisión del V Congreso del Partido de los Trabajadores de Corea, y las primeras emisiones en color se realizaron a partir del 1 de julio de 1974.
Durante la década de 1970 se produjo el lanzamiento de dos servicios de televisión más: Ryongnamsan TV, el canal educativo (1971) y Mansudae TV (1973), que emiten solo los fines de semana y en determinados horarios.
La primera transmisión recibida a través de transmisiones de televisión por satélite fue la inauguración de los 22 Juegos Olímpicos de Verano el 19 de julio de 1980.
Existen cuatro canales de televisión en Corea del Norte: Televisión Central de Corea es el primer canal, con programación generalista y el más conocido en el exterior, ya que es el que se ve vía satélite. Ryongnamsan TV es una televisora de contenido educativo (arte y cultura, principalmente), mientras que el tercer canal, Mansudae TV, emite contenidos provenientes del extranjero. El cuarto canal, Televisión Deportiva, emite programación deportiva.
En septiembre de 2012, la Televisión Central de China (CCTV) anunció que había donado 5 millones de yuanes en nuevos equipos de transmisión a la Televisión Central de Corea, que se utilizarían para mejorar su programación y prepararse para la televisión digital.
El 19 de enero de 2015, la Televisión Central de Corea comenzó sus emisiones en alta definición vía satélite como parte de la modernización del sistema. El 26 de agosto del 2020, KCTV transmitió durante toda la noche, por primera vez, para monitorear el progreso del Tifón Bavi.

## Censura y castigos
Los medios de comunicación en Corea del Norte son totalmente controlados por el Estado, todo material del extranjero que no haya sido aprobado por este o que haya sido prohibido con anterioridad es considerado como material ilegal de contrabando. En este país se da el contrabando de material audiovisual extranjero (principalmente de Corea del Sur), dicha actividad se considera un delito, y el infractor (más sus familiares o jefes de trabajo) puede ser castigado desde uno hasta tres años en campos de trabajos forzados, sin embargo las sentencias aumentaron, llevando a la ejecución de los norcoreanos que posean material de contrabando.
La televisión en Corea del Norte está estrictamente regulada por el Estado, por lo que la presencia de televisoras privadas es inexistente en el país, y las únicas televisoras existentes están compuestas en su mayoría por la propaganda estatal norcoreana y programas relacionados al comunismo, el juche, el patriotismo y el desprecio a Estados Unidos.
Durante los últimos años, las series norcoreanas producidas buscan una similitud al estilo de las series de Corea del Sur, pero bajo la imagen de la vida de las élites norcoreanas, en estructuras modernas y centradas en la lealtad y la familia.

## Lista de canales de televisión
- KCTV
- Mansudae Television
- Ryongnamsan Television
- Televisión Deportiva